# Lasiopetalum
Lasiopetalum är ett släkte av malvaväxter. Lasiopetalum ingår i familjen malvaväxter.

## Bildgalleri

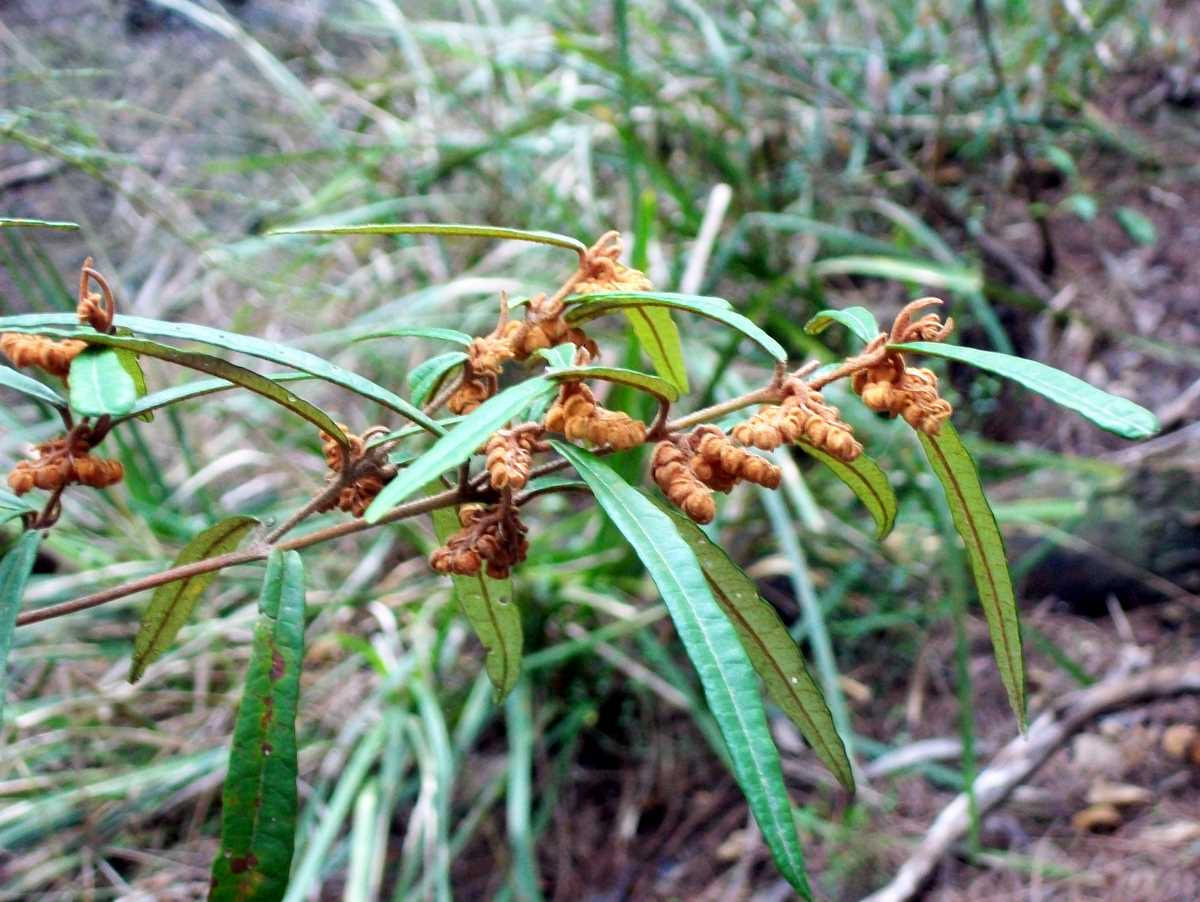
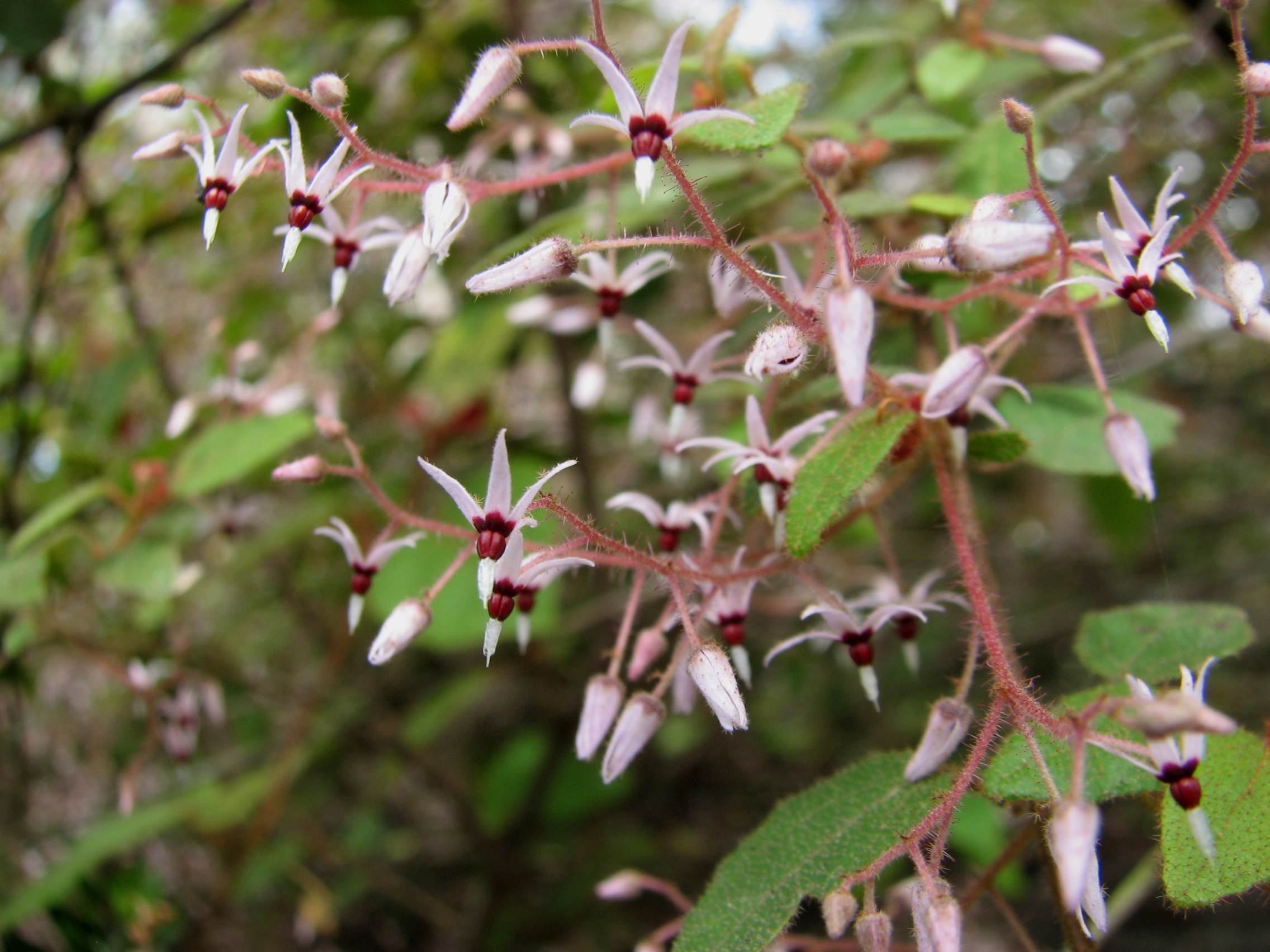
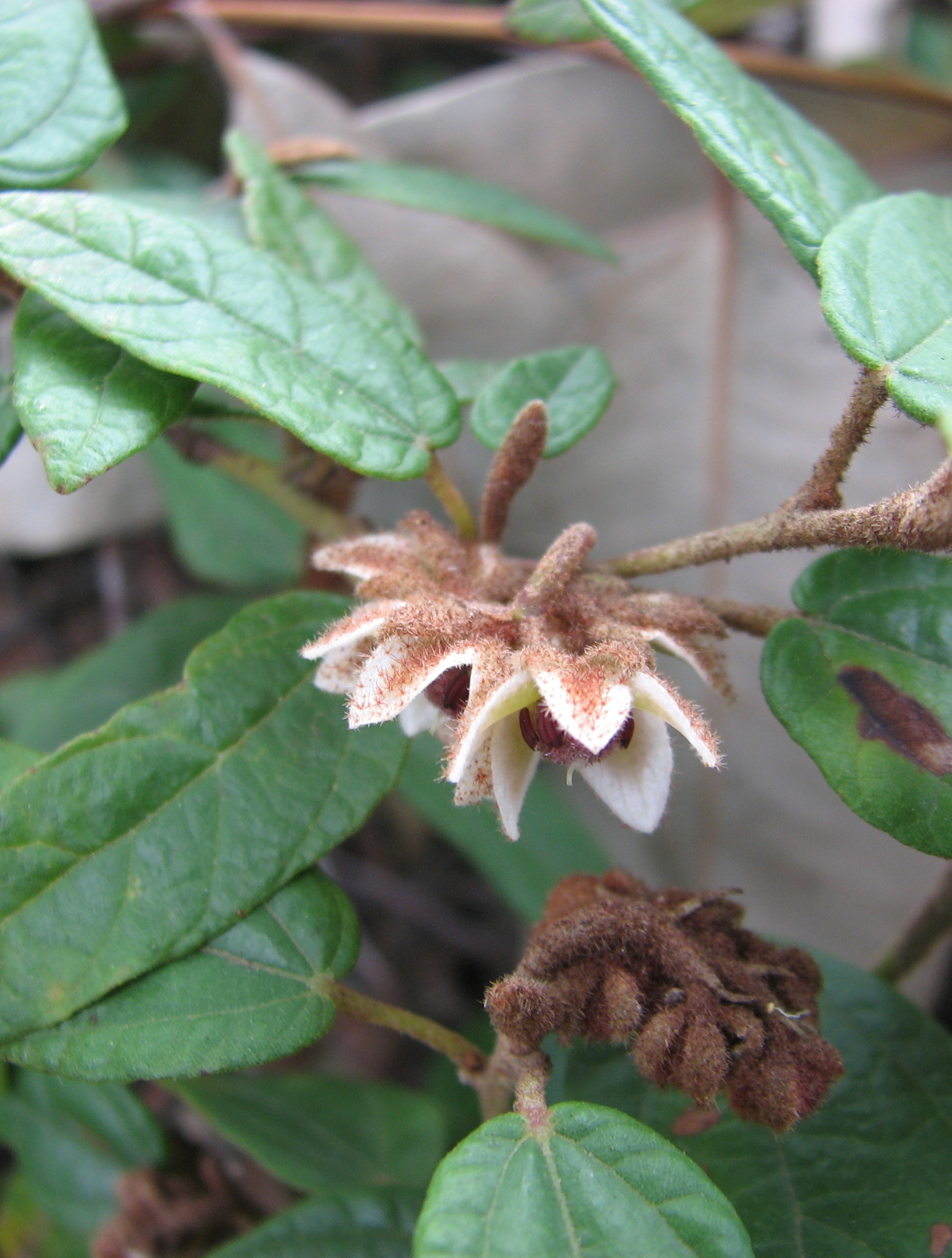
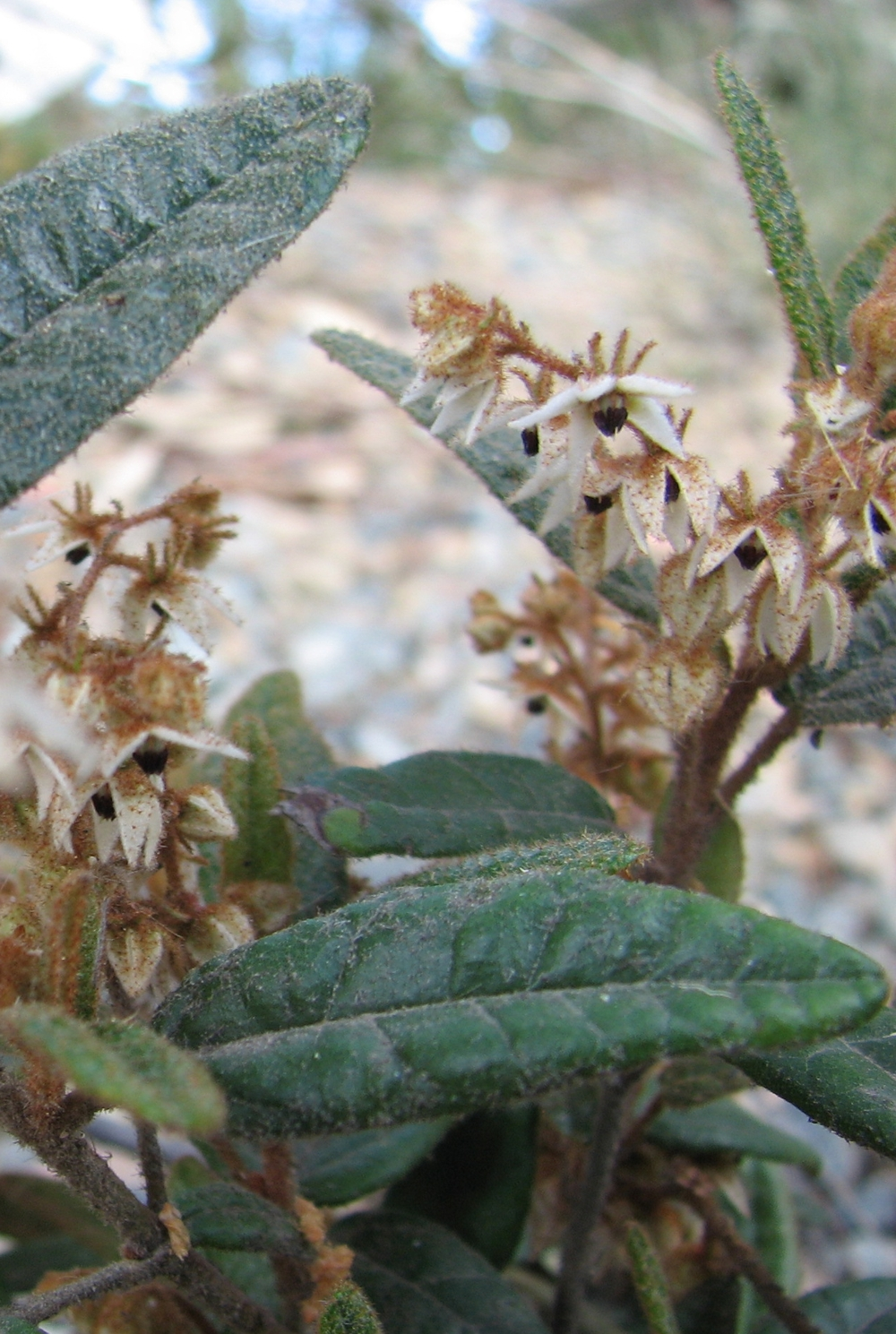
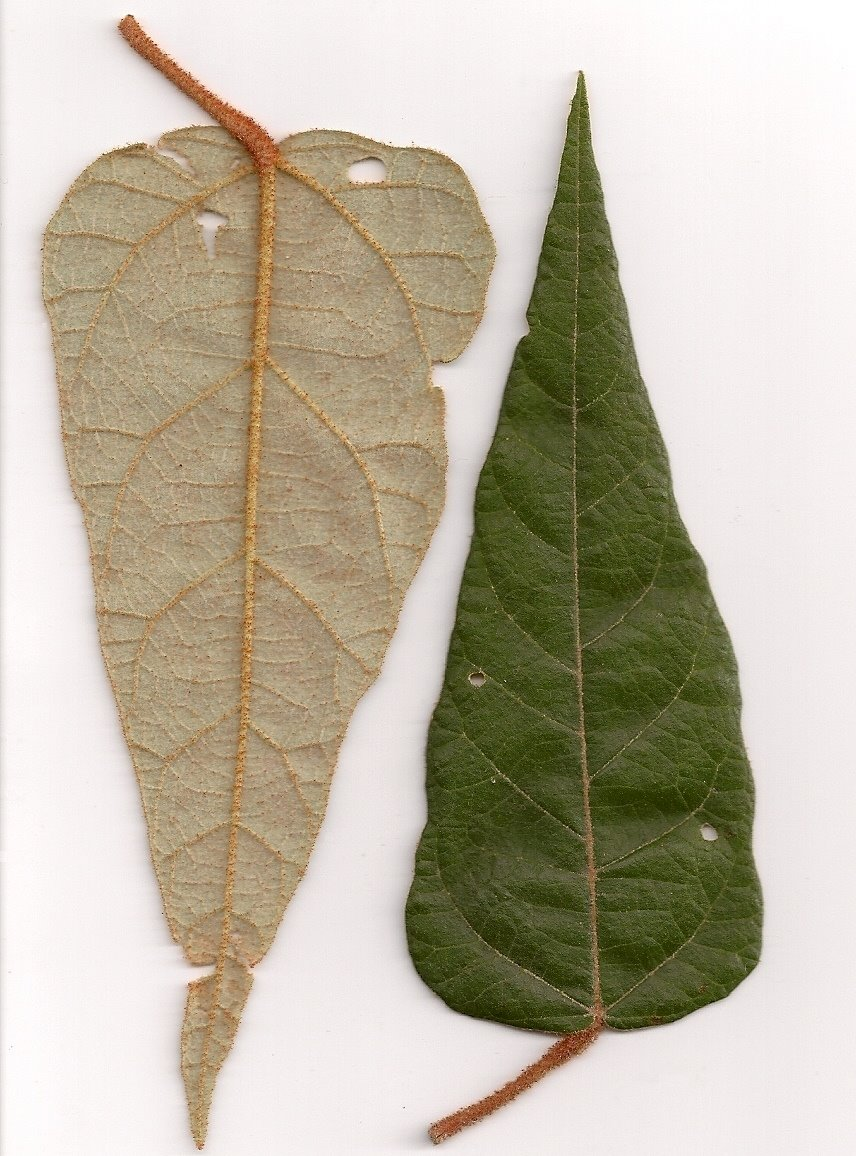
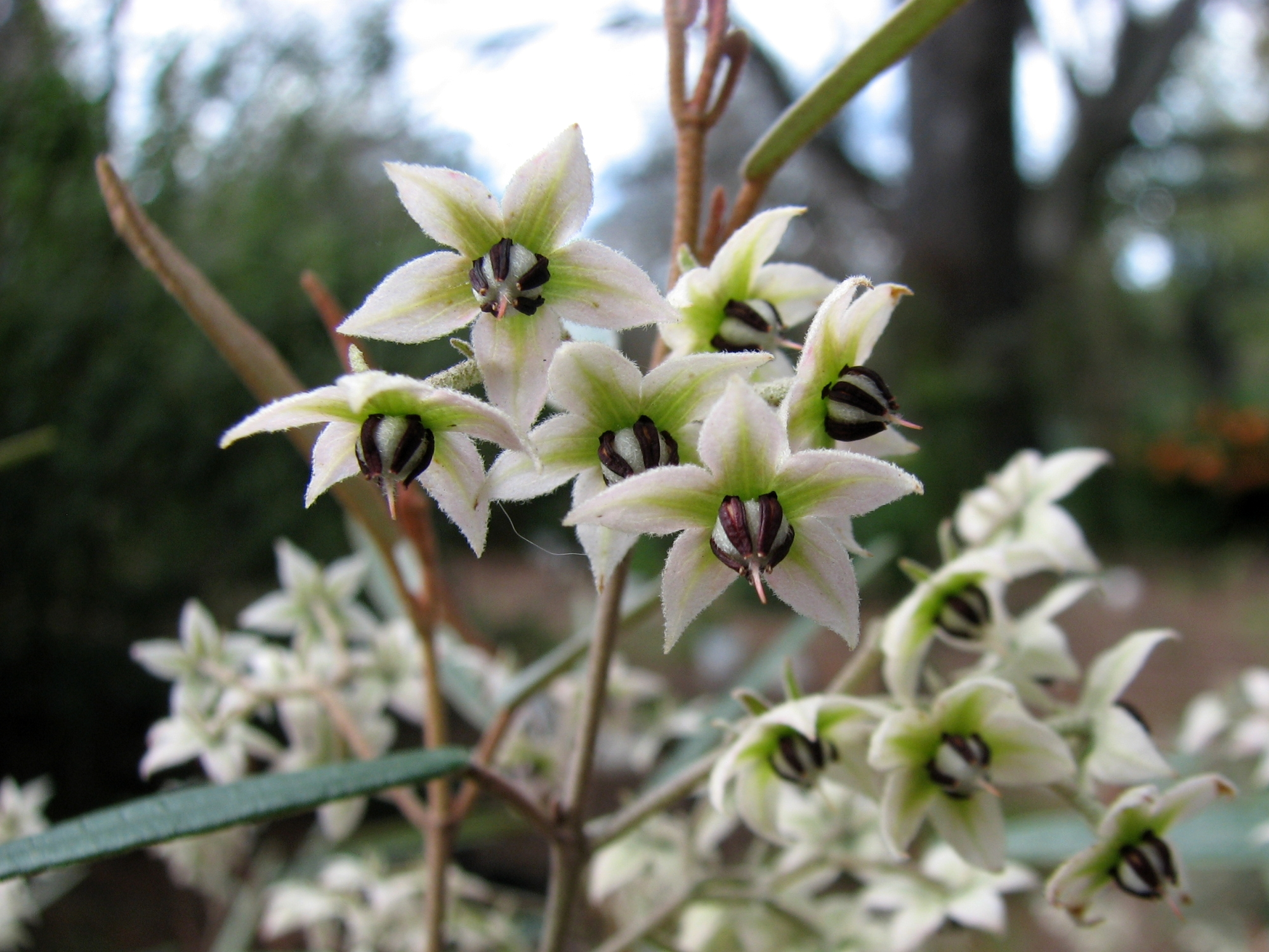

## Dottertaxa tillLasiopetalum, i alfabetisk ordning[1]
- Lasiopetalum baueri
- Lasiopetalum behrii
- Lasiopetalum bracteatum
- Lasiopetalum cardiophyllum
- Lasiopetalum compactum
- Lasiopetalum cordifolium
- Lasiopetalum dielsii
- Lasiopetalum discolor
- Lasiopetalum drummondii
- Lasiopetalum ferraricollinum
- Lasiopetalum ferrugineum
- Lasiopetalum fitzgibbonii
- Lasiopetalum floribundum
- Lasiopetalum glabratum
- Lasiopetalum indutum
- Lasiopetalum joyceae
- Lasiopetalum lineare
- Lasiopetalum longistamineum
- Lasiopetalum macrophyllum
- Lasiopetalum maxwellii
- Lasiopetalum membranaceum
- Lasiopetalum micranthum
- Lasiopetalum microcardium
- Lasiopetalum molle
- Lasiopetalum monticola
- Lasiopetalum ogilvieanum
- Lasiopetalum oldfieldii
- Lasiopetalum oppositifolium
- Lasiopetalum parviflorum
- Lasiopetalum parvuliflorum
- Lasiopetalum pterocarpum
- Lasiopetalum quinquenervium
- Lasiopetalum rosmarinifolium
- Lasiopetalum rotundifolium
- Lasiopetalum rufum
- Lasiopetalum schulzenii
- Lasiopetalum tepperi